# Bộ Nông nghiệp và Công nghiệp thực phẩm (Việt Nam)
Bộ Nông nghiệp và Công nghiệp thực phẩm là một bộ cũ trực thuộc Hội đồng Bộ trưởng sau là Chính phủ Việt Nam trong thời gian từ 1987-1995. Bộ có chức năng thống nhất quản lý Nhà nước về nông nghiệp, lương thực và công nghiệp thực phẩm trong phạm vi cả nước, theo đường lối, chính sách của Đảng, pháp luật của Nhà nước, bảo đảm nhu cầu về lương thực, thực phẩm cho nhân dân, cho quốc phòng, nguyên liệu cho công nghiệp và nông sản xuất khẩu.
Bộ Nông nghiệp và Công nghiệp thực phẩm được thành lập theo quyết định của Hội đồng Bộ trưởng ngày 5/3/1987 trên cơ sở sáp nhập 3 Bộ: Nông nghiệp, Lương thực và Công nghiệp thực phẩm.
Từ năm 1995, bộ này đã được sáp nhập thành Bộ Nông nghiệp và Phát triển nông thôn.

## Lịch sử
Bộ Nông nghiệp và Công nghiệp thực phẩm là cơ quan thống nhất 3 Bộ: Nông nghiệp, Lương thực và Công nghiệp thực phẩm.
Bộ Nông nghiệp được hình thành và phát triển bắt đầu từ Bộ Canh nông (thành lập ngày 14/11/1945); tháng 2/1955 thành lập Bộ Nông lâm; cuối năm 1960 tách Bộ Nông lâm thành 4 tổ chức: Bộ Nông nghiệp, Bộ Nông trường; Tổng cục thủy sản và Tổng cục Lâm nghiệp. Ngày 1/4/1971, thành lập Uỷ ban Nông nghiệp Trung ương trên cơ sở sáp nhập Bộ Nông nghiệp, Bộ Nông trường và Ban quản lý hợp tác xã sản xuất nông nghiệp. Năm 1976, Uỷ ban đổi tên thành Bộ Nông nghiệp.
Bộ Lương thực được thành lập theo Nghị quyết ngày 22/1/1981 của Uỷ ban Thường vụ Quốc hội.
Bộ Công nghiệp thực phẩm được thành lập theo Nghị quyết 22/1/1981 của Uỷ ban Thường vụ Quốc hội.

## Tổ chức
Bộ Nông nghiệp và Công nghiệp thực phẩm có cơ cấu như sau:
Lãnh đạo
- Bộ trưởng
- Thứ trưởng thứ nhất
- Các Thứ trưởng

Bộ máy giúp việc
- Văn phòng Bộ
- Vụ Kế hoạch
- Vụ Tài chính kế toán
- Vụ Xây dựng cơ bản
- Vụ Tổ chức cán bộ
- Vụ Lao động tiền lương
- Vụ Sản xuất
- Vụ Lương thực
- Vụ Khoa học kỹ thuật
- Vụ Hợp tác quốc tế
- Ban Quản lý và cải tạo nông nghiệp - công nghiệp thực phẩm
- Ban Thanh tra

Ngoài ra Bộ Nông nghiệp và Công nghiệp thực phẩm còn quản lý:
- 26 viện, Trung tâm nghiên cứu khoa học trực thuộc Bộ.
- 13 trường quản lý, kỹ thuật và công nhân.
- 53 đơn vị sản xuất kinh doanh trực thuộc Bộ cấp Công ty, Tổng công ty, Liên hiệp các xí nghiệp, Xí nghiệp liên hợp (quản lý trên 400 đơn vị kinh tế cơ sở)
- 9 nhà máy, xí nghiệp trực thuộc Bộ.

## Nhiệm vụ và quyền hạn
Bộ Nông nghiệp và Công nghiệp thực phẩm có nhiệm vụ và quyền hạn sau:
- Căn cứ vào đường lối và chính sách của Đảng, pháp luật Nhà nước, xây dựng các quy hoạch, kế hoạch (dài hạn, 5 năm, hàng năm) về sản xuất nông nghiệp, công nghiệp chế biến nông sản, thực phẩm, thu mua, phân phối lương thực trong cả nước trình Hội đồng Bộ trưởng quyết định và tổ chức chỉ đạo thực hiện.
- Xây dựng các dự án pháp luật, các chính sách, chế độ, thể lệ, tiêu chuẩn, định mức kinh tế kỹ thuật, quy trình, quy phạm về sản xuất nông nghiệp, công nghiệp thực phẩm, về thu mua, bảo quản, chế biến, phân phối lương thực trình Hội đồng Bộ trưởng quyết định hoặc tự quyết định theo thẩm quyền của Bộ.
- Xây dựng các dự đoán về phát triển khoa học và kỹ thuật của ngành nông nghiệp, công nghiệp thực phẩm, thống nhất quản lý việc thực hiện đường lối, chính sách về khoa học và kỹ thuật, về công tác nghiên cứu, phát triển khoa học và kỹ thuật; chỉ đạo việc đưa tiến bộ khoa học kỹ thuật vào sản xuất, chế biến, bảo quản, lương thực và, nông sản, thực phẩm.
- Tổ chức chỉ đạo thực hiện việc cải tạo và hoàn thiện quan hệ sản xuất trong sản xuất nông nghiệp, chế biến nông sản, thực phẩm ở các tổ chức quốc doanh, tập thể và các thành phần kinh tế khác. Tổ chức cải tạo và quản trình lý thị trường lương thực.
- Chỉ đạo việc xây dựng kế hoạch và tổ chức thực hiện kế hoạch hợp tác quốc tế về kinh tế và khoa học kỹ thuật, nhập khẩu nông sản, lương thực. thực phẩm, nhận vật tư thiết bị phục vụ sản xuất nông nghiệp và công nghiệp thực phẩm, bảo quản và chế biến lương thực theo đường lối chính sách và những quy định của Nhà nước trong quan hệ với nước ngoài.
- Trình Hội đồng Bộ trưởng quyết định hệ thống tổ chức bộ máy quản lý ngành từ trung ương đến địa phương.
- Trình Hội đồng Bộ trưởng ban hành hoặc tự ban hành các chính sách, chế độ đối với cán bộ, công nhân viên chức, các chức danh và tiêu chuẩn nghiệp vụ viên chức của ngành.
- Tổ chức và chỉ đạo công tác đào tạo, bồi dưỡng, sử dụng cán bộ, công nhân viên chức của ngành theo sự phân công, phân cấp quản lý của Hội đồng Bộ trưởng.
- Tổ chức chỉ đạo việc sản xuất, nhập khẩu và cung ứng vật tư kỹ thuật, thiết bị chuyên dùng trong sản xuất nông nghiệp, trong chế biến nông sản, thực phẩm, trong thu mua, bảo quản, chế biến và phân phối lương thực (theo danh mục Nhà nước phân công). Hướng dẫn các ngành, các địa phương xây dựng cơ sở vật chất chuyên dùng cho sản xuất nông nghiệp, công nghiệp chế biến thực phẩm, thu mua, bảo quản, chế biến và phân phối lương thực theo quy hoạch, kế hoạch Nhà nước.
- Phát huy quyền chủ động sản xuất kinh doanh của các cơ sở. Chỉ đạo và kiểm tra các đơn vị trực thuộc nhằm bảo đảm thực hiện những nhiệm vụ và kế hoạch Nhà nước; sử dụng có hiệu quả cán bộ, lao động, tiền vốn, vật tư, thiết bị được Nhà nước giao.
- Hướng dẫn, kiểm tra các ngành, các địa phương, các cơ sở trong cả nước về những vấn đề thuộc chức năng quản lý Nhà nước của ngành nông nghiệp, lương thực và công nghiệp thực phẩm nhằm bảo đảm chấp hành nghiêm chỉnh, thống nhất những công việc thuộc nôi dung quản lý của Ngành.

## Bộ trưởng
Bộ trưởng duy nhất của Bộ từ khi thành lập năm 1987 tới khi sáp nhập thành Bộ Nông nghiệp và phát triển Nông thôn năm 1995 là ông Nguyễn Công Tạn.